# Korytarz w Słonecznych Skałach
Korytarz w Słonecznych Skałach – schronisko w Słonecznych Skałach na Wyżynie Olkuskiej wchodzącej w skład Wyżyny Krakowsko-Częstochowskiej. Znajduje się we wsi Jerzmanowice w gminie Zabierzów, w powiecie krakowskim, w województwie małopolskim.
Otwór obiektu znajduje się u podstawy północno-wschodniej ściany skały Piktogramy w zachodnim murze Słonecznych Skał. Oznakowany jest namalowaną na skale strzałką. Ma trójkątny kształt, wysokość 0,45 m i szerokość podstawy 1,5 m. Zaraz za otworem strop schroniska gwałtownie podnosi się do wysokości 3 m. W stropie na szczelinie są w nim dwa bardzo wąskie i niedostępne kominki. Mają myte ściany i owalne otwory o przekroju 0,3 × 0,2 m. Uchodzą otworami w ścianie skały. Otwór pierwszy o rozmiarach 0,3 × 0,4 m znajduje się w ścianie na wysokości 3,5 m, drugi jeszcze wyżej i ma rozmiary 0,4 × 0,5 m. Za głównym, trójkątnym otworem u podstawy ściany ciągnie się natomiast płaskodenny korytarzyk o długości 4,7 m i szerokości do 0,9 m. Tylko jego początkowa część jest wysoka; za otworem drugiego kominka strop korytarzyka obniża się, a korytarzyk kończy się ślepą i niedostępną szczeliną.
Obiekt  powstał na pionowej szczelinie w późnojurajskich wapieniach skalistych. Ma myte i zwietrzałe ściany, miejscami są na nich dziurki, niewielkie nacieki grzybkowe, skonsolidowane mleko wapienne oraz brunatne i czarne, epigenetyczne naloty. Schronisko ma własny klimat, różniący się od klimatu w środowisku zewnętrznym. Jest w pełni widne, przewiewne i nieco wilgotne. Namulisko przy otworze składa się z wapiennego gruzu zmieszanego z glebą, w głębi z gruzu, gliny i śmieci.Na dnie korytarzyka leżą dwa większe głazy.  Przed otworem bujnie rozwijają się drzewa, krzewy, rośliny zielne, bluszcz pospolity, paprocie, mchy i porosty. Mchy i glony docierają w schronisku aż na odległość 3 m od otworu. Ze zwierząt wewnątrz schroniska obserwowano pająki sieciarze jaskiniowe (Meta menardi), kosarze, komary, stonogi i ślimaki.
Schronisko było znane od dawna. W 2008 r. J. Nowak wymienił go w spisie jaskiń Doliny Szklarki i podał jego lokalizację i długość. Dokumentację schroniska sporządziła Izabella Luty w lipcu 2014 r.

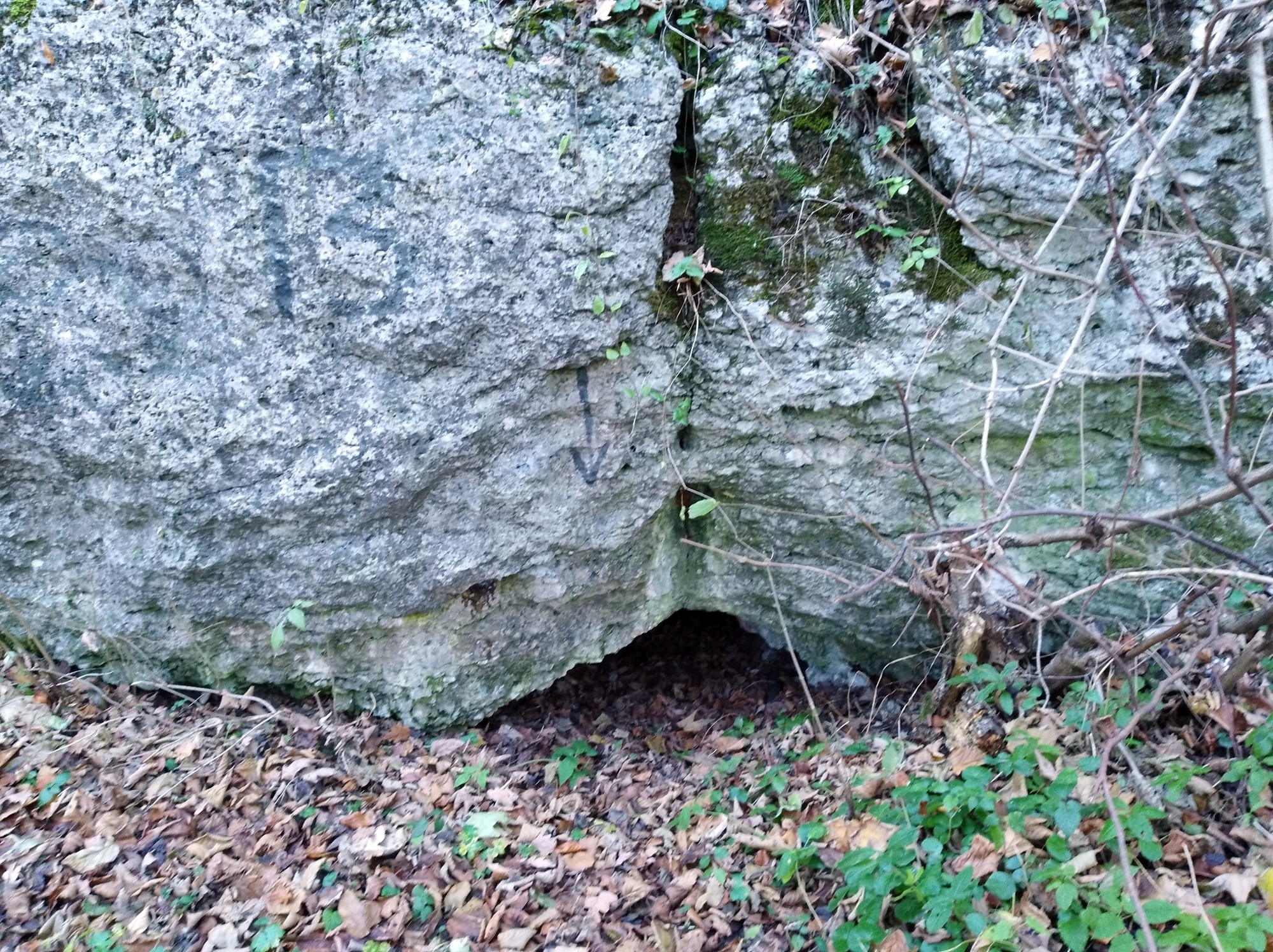
Otwór schroniska

W odległości 5 m na południowy wschód od Korytarza w Słonecznych Skałach znajduje się Szczelina w Słonecznych Skałach Trzecia.